# Tom Poes en de toverparaplu
Tom Poes en de toverparaplu is een ballonstripverhaal uit de Tom Poes-reeks. Het verscheen in albumvorm voor het eerst in 1980 bij uitgeverij Oberon.

## Samenvatting
Op een avond vraagt een oude zwerver om onderdak in Bommelstein. De zwerver gebruikt steeds het woord ulparap. De volgende ochtend wil Heer Bommel weten waarom, maar de zwerver is dan alweer vertrokken. Wel liet hij een paraplu achter, met een raadselachtig bericht eraan. Boos gooit Heer Bommel de paraplu naar buiten. 
Later vindt Tom Poes alleen de hoes. Het blijkt een toverparaplu te zijn, die wensen vervult. Nu is heer Bommel wel geïnteresseerd. Uiteindelijk vinden ze ook de paraplu terug. Heer Bommel heeft echter nog steeds niet begrepen dat de toverspreuk ulparap is, waardoor ze steeds in de problemen komen. 